# ブーゲンビリア (RYOEIのアルバム)
『ブーゲンビリア』は、RYOEIの2枚目のオリジナル・アルバム。2010年1月20日に株式会社よしもとアール・アンド・シーから発売。

## 解説
* 紳助が描いたブーケンビリアの絵がジャケットに使われている
- カシアス島田（島田紳助）プロデュースのアルバム。
- RYOEIが『クイズ!ヘキサゴンII』内で、里田まい with 合田家族とフレンズの曲をセルフカバーしている。

## CD
1. あなたへ
作詞：カシアス島田、作曲：RYOEI
2. ひらり
作詞：カシアス島田、作曲：RYOEI
3. 恋なんて
作詞：カシアス島田、作曲：RYOEI
  - 2010年1月6日と1月13日放送分の『クイズ!ヘキサゴンII』で披露された。
4. あなたを愛しすぎたから
作詞：カシアス島田、作曲：RYOEI
5. You are my everything
作詞：カシアス島田、作曲：RYOEI
6. ギンヤンマ
作詞：カシアス島田、作曲：RYOEI
7. DEAI〜2010 version〜
作詞・作曲：RYOEI
8. 行ってきなさい
作詞：カシアス島田、作曲：RYOEI
9. まるで映画のセット
作詞：カシアス島田、作曲：RYOEI
10. 君のすべて〜2010 version〜
作詞・作曲：RYOEI
11. 夢戦士
作詞：カシアス島田、作曲：RYOEI
  - フレンズのリーダーのつるの剛士がコーラス参加している。
12. 泣いてもいいですか
作詞：カシアス島田、作曲：RYOEI